# Zhang Yanquan
Zhang Yanquan (chinesisch 张雁全, Pinyin Zhāng Yànquán, * 13. Juni 1994 in der Provinz Guangdong) ist ein chinesischer Wasserspringer, der im 10-m-Turm- und Synchronspringen antritt.
Zhang nimmt seit 2009 an internationalen Wettkämpfen teil. Er hat sich ausschließlich auf das 10-m-Synchronspringen spezialisiert, wo er an der Seite von Cao Yuan startet. Das Duo hat bislang bei elf Wettkämpfen des FINA-Diving-Grand Prix und der FINA-World Series neun Siege und zwei zweite Plätze errungen. Überlegen Gold gewann es zudem beim Weltcup 2010 in Changzhou und 2012 in London. Bei der chinesischen Olympiaausscheidung sicherte sich Zhang im 10-m-Synchronspringen die Teilnahme an den Olympischen Spielen 2012 in London.
Das Synchronduo Zhang und Cao springen ein Programm mit sehr hohem Schwierigkeitsgrad, unter anderem zeigen sie einen 2 ½ Auerbachsalto mit 3 Schrauben gehechtet mit einem Schwierigkeitsgrad von 3,8, den keiner ihrer Konkurrenten im Programm hat. In der heimischen Presse haben sie bereits den Spitznamen Dreamteam. Bei den Olympischen Spielen 2012 gewann das favorisierte Team die Goldmedaille.